# 赵君影
赵君影（1906年—1996年），中国学生归主运动的推动者，20世紀中國基督徒基要信仰的代表人物。

## 早年
1906年出生于南京，六岁丧母，父亲将他送入基督书院就读。1922年，在非基运动的反基督教潮流中，16岁的赵君影在挣扎之后成为虔诚信徒。
1928年至1931年，赵君影在养病期间决志奉献。1934年，与女传道人张性初女士结婚。1935年，成为传道人。

## 创办学联
抗战期间，1944年冬，赵君影与内地会的艾得理合作，在大后方重庆沙坪坝中央大学做三天布道，每晚约两千人参加，约两百人决志。短时间内，各大学校园敞开福音的门。
1945年：在重庆南山中学举办第一届全国基督徒学生夏令会。讲员有赵君影和地方教会的江守道。奉献全职者有16人。后成立全国基督徒大学生联合会。
许多学生成了虔诚的信徒。清早就参加小组祷告。以后成为著名传道人，如陈终道、滕近辉。

## 中华归主运动
1948年去香港，建立香港培灵学院和新加坡神学院。
1956年移民美國，推行中华归主運動，成立「基督教中华归主协会」（洛杉矶、柏克莱、圣荷西、海沃德、芝加哥、纽约均有聚会）。
1985年3月4日，趙君影创办「中華歸主趙君影神學院」（簡稱「中華歸主神學院」），当时的校舍位於加利福尼亞州洛杉矶柔似蜜。中華歸主神學院是全球首所获准颁发哲学博士学位的华人神学院。1996年，神学院迁至阿罕布拉的现院址，秋季班在新址上课。中華歸主神學院是福音训练协会（ETA）之會員之一。

1996年，趙君影以90歲高龄逝世。

## 著作
- 《漫談五十年來中國的教會與政治》，分析當時的每位名佈道家。
- 《基督徒為什麼不能做共產黨》。

1. ↑  .   [2015-02-01]. （原始内容存档于2015-02-01）.